# 深紫木蓝
深紫木蓝（学名：Indigofera atropurpurea），为豆科木蓝属下的一个植物种。